# Paul Eeckman
Pour les autres membres de la famille, voir Famille Eeckman.
Paul Aimé Henri Ghislain Eeckman est un homme politique belge né le 27 juin 1911 à Waarschoot (province de Flandre-Orientale) et mort dans la même province le 11 janvier 1964 à Eeklo. Il siège à la Chambre des représentants de Belgique pour l'Union nationale chrétienne des classes moyennes de 1958 à 1961.

## Biographie
Paul Eeckman est le fils d'Amatus Eeckman et d'Idalie De Blauwe, tous deux nés à Waarschoot.
Il est successivement membre puis secrétaire diocésain pour la Flandre orientale et finalement secrétaire national des Katholieke Burgers en Middenstands Jeugd (KBMJ). Il est inspecteur (1941-1946) et secrétaire provincial (1946-1949) de l'association Christen Middenstandsverbond van Oost-Vlaanderen (CMOV) et secrétaire général de l'Association Nationaal Christelijk Middenstandsverbond (NCMV).
Il est conseiller municipal d'Eeklo en 1952, échevin d'Eeklo en 1953 et président du comité d'expansion d'Eeklo. En 1949, il est élu député de l'arrondissement de Gand-Eeklo ; il conserve ce mandat jusqu'à sa mort.
Il est président du comité des petites et moyennes entreprises à la Chambre des représentants de Belgique. Il est également secrétaire de la Chambre sous la 37e législature et membre du Conseil interparlementaire du Benelux.
Il meurt d'une crise cardiaque à 52 ans.